# Ministeri d'Educació i Ciència de Lituània
El Ministeri d'Educació i Ciència de Lituània (en lituà: Lietuvos Respublikos švietimo ir mokslo ministerija) és un departament del Govern de la República de Lituània. Les seves operacions són autoritzades per la Constitució de Lituània, decrets emesos pel President i el Primer Ministre, i les lleis aprovades pel Seimas (Parlament). La seva missió és la de processar les funcions d'administració de l'Estat i fer realitat la seva política en matèria d'educació, ciència i estudis diversos. L'actual cap del Ministeri és Dainius Pavalkis.

## Llista de ministres

### Ministres d'Educació
- Jonas Yčas (TPP) 11 de novembre de 1918 - 26 de desembre 1918.
- Mykolas Biržiška (LSDP) 26 de desembre de 1918 - 5 de març de 1919.
- Jonas Yčas (TPP) 12 de març de 1919 - 12 d'abril de 1919.
- Juozas Tūbelis (LTS) 12 d'abril de 1919 - 15 de juny de 1920
- Kazys Bizauskas (LKDP) 19 de juny de 192O - 18 de gener de 1922.
- Petras Juodakis (independent) 2 de febrer de 1922 - 28 de juny de 1923
- Leonas Bistras (LKDP) 29 de juny de 1923 - 27 de gener de 1925.
- Kazys Jokantas (LKDP) 4 de febrer de 1925 - 31 de maig de 1926.
- Vincas Čepinskis (LSDP) 15 de juny de 1926 - 17 de desembre de 1926.
- Leonas Bistras (LKDP) 17 de desembre de 1926 - 19 de setembre de 1929.
- Konstantinas Šakenis (LTS 23 de setembre de 1929 - 8 de juny de 1934.
- Juozas Tonkūnas (independent) 12 de juny de 1934 - 27 de març de 1939.
- Leonas Bistras (LKDP) 28 de març de 1939 - 21 de novembre de 1939.
- Kazys Jokantas (LKDP) 21 de novembre de 1939 - 15 de juny de 1940.

### Ministres de Cultura i Educació
- Darius Kuolys (indepedent) 17 de març de 1990 fins al 26 de novembre de 1992.
- Dainius Trinkunas (indepedent) 12 de desembre de 1992 fins al 9 de juny de 1994.

### Ministres d'Educació i Ciència
- Vladislavas Domarkas (indepedent) 9 de juny de 1994 - 19 de novembre de 1996.
- Zigmas Zinkevičius (indepedent) 4 de desembre de 1996 - 1 de maig de 1998.
- Kornelijus Platelis (indepedent) 1 de maig de 1998 - 9 de novembre de 2000.
- Algirdas Monkevičius (SL) 27 d'octubre de 2000 - 15 de desembre de 2004.
- Remigijus Motuzas (LSDP 29 de novembre de 2004 - 1 de juny de 2006.
- Roma Žakaitienė (LSDP 18 de juliol de 2006 - 27 de maig de 2008.
- Algirdas Monkevičius (SL) 27 de maig de 2008 - 28 de novembre de 2008.
- Gintaras Steponavičius (LS) 28 de novembre de 2008 - 13 de desembre de 2012.
- Dainius Pavalkis (DP) 13 de desembre de 2012 – present